# Emmanuele De Gregorio

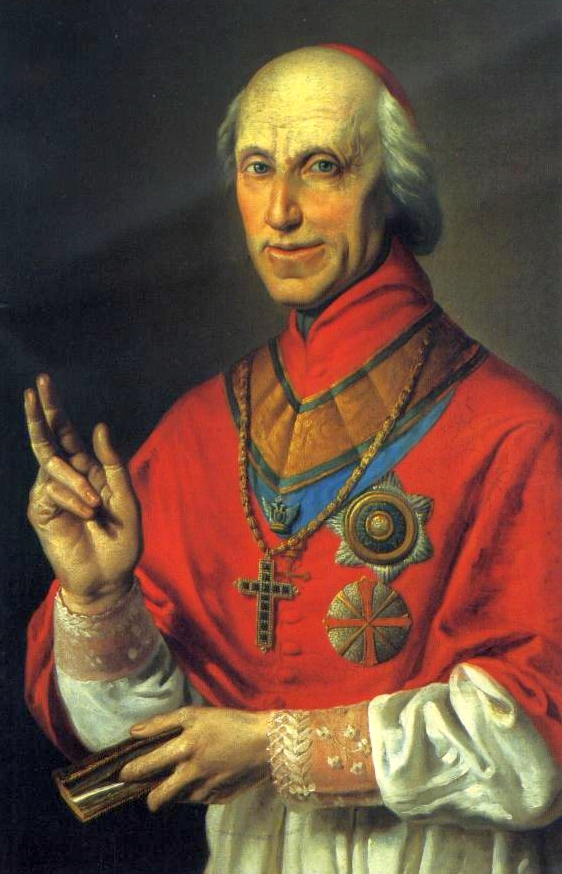
Emmanuele Kardinal de Gregorio (Gemälde von Giuseppe Craffonara, 19. Jh.)

Emmanuele De Gregorio (* 18. Dezember 1758 im Mittelmeer auf See; † 7. November 1839 in Rom) war ein italienischer Bischof und Kurienkardinal, der an drei Konklaven teilnahm und 1830–1831 – bei der Wahl Gregors XVI. – selbst als papabile galt.

## Leben

### Herkunft
Emmanuele de Gregorio war der Sohn von Leopoldo de Gregorio, Marquis von Squillace und Principe di San Elia, und dessen zweiter Gemahlin Maria Josepha Verdugo y Quijada aus Barcelona. Er wurde auf hoher See geboren, als seine Mutter nach Spanien reiste, die Geburt aber später in Neapel, dem damaligen Wohnort der Eltern, eingetragen, weshalb diese Stadt zuweilen als de Gregorios Geburtsort genannt wird. Sein älterer Halbbruder väterlicherseits war Kardinal Giovanni de Gregorio (1729–1791).

### Priester und Prälat
Über das frühe Wirken des Kardinals ist wenig bekannt. 1781 hatte er bereits die Priesterweihe empfangen und trug den Titel Päpstlicher Hauskaplan, dann Päpstlicher Hausprälat. Im April 1785 wurde er Vikar von Kardinal Carlo Rezzonico, Erzpriester an der Lateranbasilika. Im Juli desselben Jahres bestellte man ihn zum Prälaten bei der römischen Kongregation für das Trienter Konzil, danach wechselte er in die Verwaltung des päpstlichen Vikariats für die Stadt Rom.
In der Zeit der Römischen Republik sperrte man de Gregorio 1798 zusammen mit Papst Pius VI. ein. Er selbst kam gegen ein Lösegeld von 4000 Scudi frei, während man den Pontifex für abgesetzt erklärte und zunächst nach Siena, dann nach Florenz verschleppte. Der französische General Claude Dallemagne und die republikanische Regierung wollten Emmanuele de Gregorio zum Gegenpapst ausrufen, weshalb er aus Rom nach Siena floh und Pius VI. seiner unbedingten Treue und Loyalität versicherte. Der Papst kam nicht mehr frei, sondern starb 1799 in französischer Haft.
Ende 1799 trat unter österreichischem Schutz das Konklave in Venedig zusammen, das Papst Pius VII. wählte. Dieser konnte zunächst nach Rom zurückkehren, geriet jedoch zwischen 1806 und 1814 in Kaiser Napoleons Gefangenschaft. De Gregorio wurde erst Pro-Nuntius im neuen Königreich Etrurien am Hof zu Florenz, 1808 Sekretär der Konzilskongregation in Rom und schließlich dort auch Apostolischer Delegat des in Frankreich gefangenen Papstes. Die Besatzungsmacht nahm den Prälaten als römischen Vertreter des Papstes ebenfalls in Gewahrsam und hielt ihn von 2. Januar 1811 bis zum 1. April 1814 fest. An diesem Tage wurde er von den antinapoleonischen Alliierten befreit. Zusammen mit Etienne-Antoine Boulogne, dem Bischof von Troyes sowie Ferdinand von Geramb, österreichischer Freikorpsführer und späterer Generalprokurator der Trappisten, hatte er im Pariser Gefängnis „La Force“ als politischer Staatsgefangener eingesessen. Mit Letzterem verband ihn seither eine Freundschaft, die besonders auflebte, als dieser später nach Rom übersiedelte. Nach der Haftentlassung blieb de Gregorio noch einige Zeit in Paris, um das französische Raubgut aus dem Vatikan zu reklamieren und möglichst wieder zurückzuerhalten.

### Kardinal und Bischof

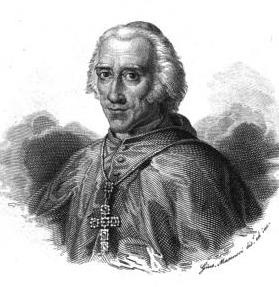
Emmanuele Kardinal de Gregorio (Stich von 1840)

Papst Pius VII. erhob Emmanuele de Gregorio im Konsistorium vom 8. März 1816 zum Kardinalpriester mit der Titelkirche Santi Bonifacio e Alessio. Er bekleidete Ämter in der römischen Kurie u. a. als Präfekt der Kongregation für die kirchliche Immunität und der Konzilskongregation. Als Kardinal nahm er an den Konklaven von 1823 und 1829 mit den Wahlen Leos XII. und Pius’ VIII. teil.
Mit Datum vom 18. Mai 1829 berief Papst Pius VIII. den Kurienkardinal zum Kardinalbischof der suburbikarischen Diözese von Frascati; Kardinal Giulio Maria della Somaglia spendete ihm am 31. Mai 1829 die Bischofsweihe. 1830–1831 nahm er am Konklave zur Wahl Gregors XVI. teil, bei dem er selbst als papabile galt.
Papst Gregor XVI. bestimmte Emmanuele de Gregorio am 2. Oktober 1837 zum Kardinalbischof des ebenfalls suburbikarischen Bistums Porto e Santa Rufina und Civitavecchia, außerdem war er Subdekan des Kardinalskollegiums, von 1829 bis 1839 Kardinalgroßpönitentiar und von 1838 bis zu seinem Tode Kämmerer des Kardinalskollegiums.
Nach seinem Tode 1839 begrub man ihn in der Kirche San Giuseppe a Capo le Case in Rom.